# La Revoltosa (1949)
La Revoltosa és una pel·lícula espanyola dirigida per José Díaz Morales l'any 1949 la música de la qual, argument i diàlegs estan inspirats en la sarsuela homònima de Ruperto Chapí i llibret de José López Silva i Carlos Fernández Shaw. Està rodada en blanc i negre amb decorats fabricats en els estudis madrilenys CEA en les escenes d'interior; les escenes d'exterior es van rodar en alguns carrers del Madrid castís i popular.
L'arrencada de la pel·lícula es va fer famós per la presa continuada de les teulades del vell Madrid, mentre es llegien els crèdits acompanyats pel preludi de la sarsuela com a música de fons. Els fets se succeeixen al Madrid de 1897; encara que la part principal de la trama segueix fidel el llibret de la sarsuela, en la pel·lícula s'incorpora algun personatge nou, com el del perista don Leo i Manolo el germà de Mary Pepa i alguna situació col·lateral com la del robatori de joies i objectes varis, que forcen lleugerament l'argument.

## Sinopsi
L'acció es desenvolupa en una típica casa madrilenya de corredissa on viuen humilment els personatges que donen vida a la pel·lícula. Els quarts o habitatges es distribueixen al voltant d'un pati de veïnatge, veritable protagonista de cada escena; del pati arrenca una escala que condueix als habitatges on s'allotgen Mary Pepa —d'ofici planxadora— i la seva tia Josefa, i Felipe, oficial en un taller de fusteria. Mary Pepa és alegre i coqueta, molt independent i per la seva desimboltura i bellesa té revolucionat tot el veïnatge.
Fora de l'immoble viuen altres dos personatges que donaran vida al passatge escabrós de l'argument. Són personatges afegits per a la pel·lícula que no existeixen en l'obra original de la sarsuela. Un és Manolo, germà de Mary Pepa, sense ofici ni treball, que es dedica al robatori de joies i altres objectes. L'altre és el perista don Leo, un home de mitjana edat enriquit amb la compra-venda d'objectes robats. Don Leo està enamorat de Mary Pepa, igual que Felipe.
Se succeeixen una sèrie d'escenes al pati, còmiques en la seva majoria, d'embull i equívocs. Fora del pati estan les escenes dramàtiques del robatori, de la casa de Do Leo i el xantatge que fa al noi en oferir-li no delatar-li a la policia a canvi d'aconseguir els favors de la seva germana. Una altra escena inventada per a la pel·lícula és l'assistència de Mary Pepa i Felipe al teatre on assisteixen a la representació de la sarsuela La Revoltosa; els joves es veuen identificats amb els protagonistes quan canten el cèlebre duo de Los claveles dobles.
La pel·lícula té un final feliç després de descobrir-se la veritat. Els personatges marxen alegrement a la revetlla.

## Repartiment
- Carmen Sevilla (Mary Pepa)
- Tony Leblanc (Felipe)
- Tomás Blanco (Don Leo)
- Antonio Riquelme (Tiberio)
- Mario Berriatúa (Manolo)
- Faustino Bretaño (Señor Candela)
- María Brú (Tía de Mary Pepa)
- Raúl Cancio (Presentador de concurso)
- Matilde Muñoz Sampedro (Gorgonia)

## Premis
Sisena edició de les Medalles del Cercle d'Escriptors Cinematogràfics
| Categoria    | Persona                                                                                             | Resultat   |
| ------------ | --------------------------------------------------------------------------------------------------- | ---------- |
| Millor guió  | Guillermo Fernández-Shaw Francisco Ramos de Castro Ricardo Toledo Fernando Merelo José Díaz Morales | Guanyadors |
| Premi Jimeno | María de los Ángeles Morales                                                                        | Guanyadora |

Premis del Sindicat Nacional de l'Espectacle de 1950Quart premi (350.000 pessetes)